# Mango (Tonga)

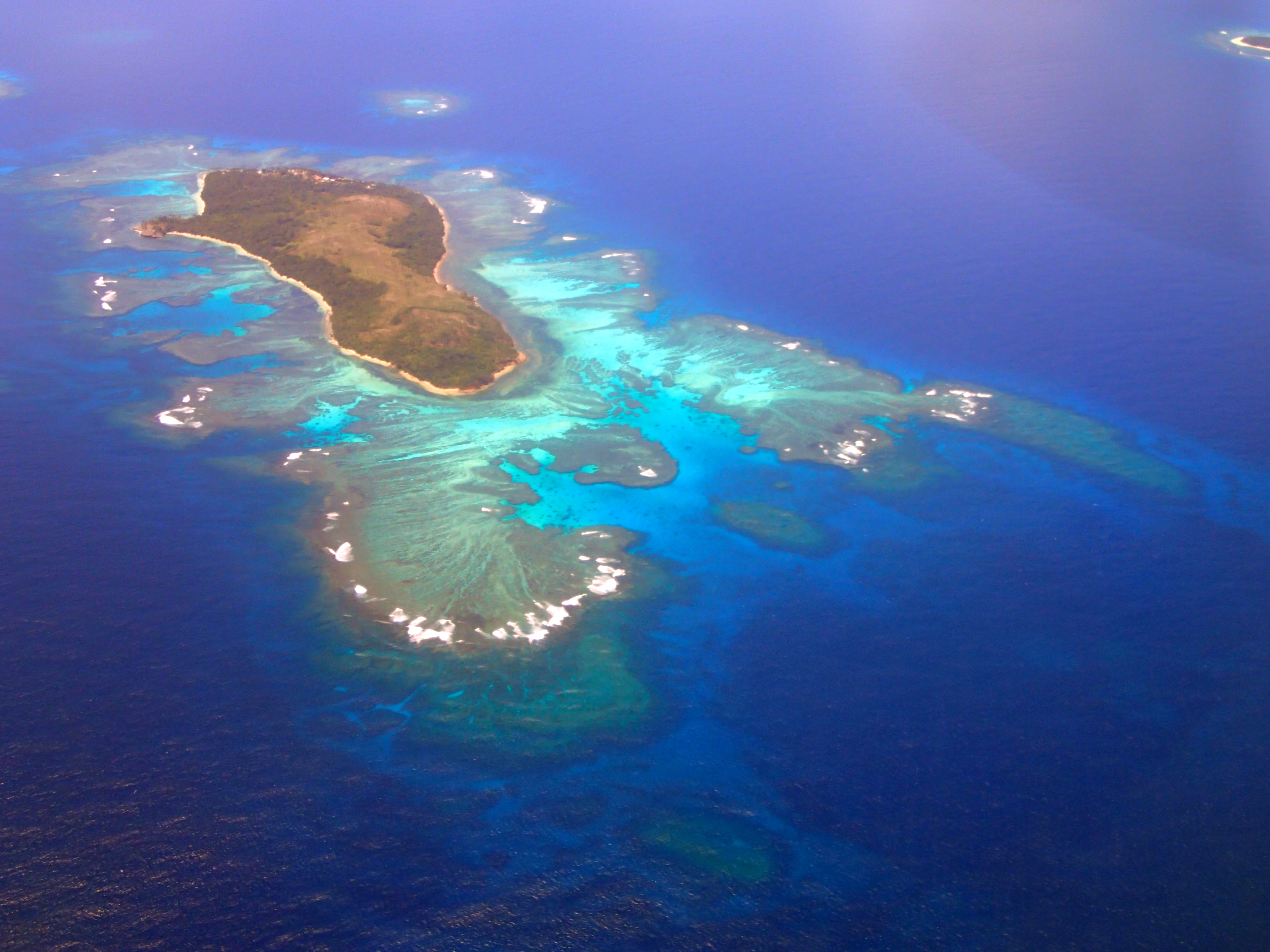
Vista aérea de Mango.

Mango es una pequeña isla de Tonga, 9 kilómetros al sureste de la isla más grande de Nomuka, y parte del grupo de islas Nomuka o ʻOtu Muʻomuʻa, que son la parte sur del grupo Haʻapai. Mango tenía una población de 62 habitantes en el censo de 2021.
La isla resultó gravemente dañada por la erupción y el tsunami de Hunga Tonga-Hunga Ha'apai de 2022. Después de la erupción, se detectó una llamada de socorro desde la isla. Las imágenes de las Fuerzas de Defensa de Nueva Zelanda mostraron que había sufrido daños "catastróficos", con una aldea entera destruida. Según el gobierno de Tonga, todas las casas de la isla fueron destruidas y un hombre de 65 años murió. Después de la erupción, toda la isla fue evacuada y los habitantes comprados a Tongatapu por la armada de Tonga.